# Kate Ebli
Kathleen M. Ebli (* 15. Oktober 1958 in Sleepy Hollow, New York; † 2. Januar 2011) war eine US-amerikanische Politikerin der Demokratischen Partei.
Ebli studierte an der Pennsylvania State University, wo sie einen Bachelor-Abschluss in General Agriculture erhielt, sowie an der Oakland University, wo sie ihren Master-Abschluss in Business Administration erlangte.
Ihre politische Karriere begann sie im November 2006, als sie im Repräsentantenhaus von Michigan den vakanten Sitz von Herb Kehrl neu besetzte. Bei den Wahlen 2008 konnte sie ihr Mandat verteidigen. Zwei Jahre später jedoch, bei den Wahlen 2010, unterlag sie ihrem republikanischen Kontrahenten Dale Zorn.
Ebli war verheiratet und hatte eine Tochter. Sie war Mitglied in der National Rifle Association.